# Christine Amoako-Nuama
Pour les articles homonymes, voir Amoako.
Christine Amoako-Nuama (née en 1944) est une scientifique et femme politique ghanéenne qui a été  plusieurs fois ministre sous le gouvernement de Jerry Rawlings. 

## Jeunesse et éducation
Christine Amoako-Nuama est née le 3 février 1944 à Bekwai, région Ashanti, Ghana.
Elle a fait ses études à l'université du Ghana, à Legon, et était une étudiante de troisième cycle du botaniste ghanéen George C. Clerk (en).

## Carrière politique
Elle a été ministre de l'Environnement, des Sciences et de la Technologie (en) (1993–1996),, ministre de l'Éducation (1997–1998) et ministre des Terres et Forêts (en) (1998-2001) durant la présidence de Jerry Rawlings.
Elle a été conseillère présidentielle auprès des gouvernements Mills et Mahama. 
Elle est présidente du conseil d'administration de l'Institut ghanéen de gestion et d'administration publique (GIMPA).